# コブラ (映画)
『コブラ』（原題：Cobra）は、1986年に公開されたシルヴェスター・スタローン主演のアメリカのアクション映画。
ポーラ・ゴズリングの小説『逃げるアヒル』を原作にしており、連続殺人事件を追う型破りな刑事の活躍を描く。

## ストーリー
ロス市警ゾンビ班（翻訳担当者により「ゾンビ特捜隊」とも）の“コブラ”ことマリオン・コブレッティ刑事は、優秀ながらも独断と強引な手段で事件を解決するはみ出し者で、相棒のトニーを除き、警察内でも煙たがられている。“ナイト・スラッシャー”と呼ばれる狂信的な殺人カルト集団による殺人現場で、ボスの顔を目撃したモデルのイングリッドは命を狙われる。その警護にあたることになったコブラは、次々と襲撃して来る教団と死闘を繰り広げる事になる。安全のために警察が用意した隠れ家にイングリッドを移送するが、なぜかその先にも教団が待ち受けていた。

## 登場人物
“コブラ”マリオン・コブレッティ
演 - シルヴェスター・スタローン
刑事。戦闘は勿論、内通者の存在に気付くなど刑事としての腕はいいが強引すぎるのが難。ただし、これは加害者に対する怒り、なにより犯罪により、亡くなった被害者と残された家族を悲しませないようにするための正義感からくるものである。射撃の腕もよく、射的では狙いを外さなかった。
イングリット・ヌードセン
演 - ブリジット・ニールセン
モデル。ナイト・スラッシャーの殺人現場を目撃したことで、狙われることになる。
トニー・ゴンザレス
演 - レニ・サントーニ
巡査部長。コブラの相棒。数少ないコブラの理解者。
モンテ
演 - アンドリュー・ロビンソン
警部補。ことあるごとにコブラと対立する。
ナイト・スラッシャー
演 - ブライアン・トンプソン
世を騒がす殺人集団のボス。無関係な人間も容赦なく殺す残虐非道な男。
ナンシー・ストーク
演 - リー・ガーリントン
女性警察官。実はナイト・スラッシャーと繋がっている内通者。
シアーズ
演 - アート・ラフルー
警部。コブラに賛否両論な考えを持ち、能力は認めながらも無暗に出動させないようにしている。
ハリウェル
演 - ヴァル・エイヴリー
警察長。
ダン
演 - デヴィッド・ラッシュ
カメラマン。イングリットにしつこく言い寄っていたが、イングリットを狙ったナイト・スラッシャーの襲撃に巻き込まれ死亡。

## キャスト
| 役名                                 | 俳優                       | 日本語吹替                                                                           | 日本語吹替                                                                                       |
| 役名                                 | 俳優                       | TBS版                                                                                | テレビ朝日版                                                                                     |
| ------------------------------------ | -------------------------- | ------------------------------------------------------------------------------------ | ------------------------------------------------------------------------------------------------ |
| “コブラ”マリオン・コブレッティ警部補 | シルヴェスター・スタローン | 羽佐間道夫                                                                           | 佐々木功                                                                                         |
| イングリット・ヌードセン             | ブリジット・ニールセン     | 高島雅羅                                                                             | 小山茉美                                                                                         |
| トニー・ゴンザレス巡査部長           | レニ・サントーニ           | 池田勝                                                                               | 岡部政明                                                                                         |
| モンテ警部補                         | アンドリュー・ロビンソン   | 納谷六朗                                                                             | 大塚芳忠                                                                                         |
| ナイト・スラッシャー                 | ブライアン・トンプソン     | 麦人                                                                                 | 大友龍三郎                                                                                       |
| ナンシー・ストーク                   | リー・ガーリントン         | 火野カチコ                                                                           | 吉田理保子                                                                                       |
| シアーズ警部                         | アート・ラフルー           | 加藤正之                                                                             | 坂口芳貞                                                                                         |
| ハリウェル警察長                     | ヴァル・エイヴリー         | 藤本譲                                                                               | 筈見純                                                                                           |
| ダン                                 | デヴィッド・ラッシュ       | 嶋俊介                                                                               | 千田光男                                                                                         |
| その他                               |                            | 石森達幸 千田光男 大山高男 片岡富枝 小室正幸 さとうあい 古田信幸 滝沢ロコ 佐々木優子 | 金尾哲夫 塚田正昭 林玉緒 成田剣 引田有美 有馬瑞香 神谷和夫 久保田民絵 田中正彦 叶木翔子 水野龍司 |
|                                      |                            |                                                                                      |                                                                                                  |
| 演出                                 |                            | 伊達康将                                                                             | 蕨南勝之                                                                                         |
| 翻訳                                 | 岡枝慎二（字幕）           | 木原たけし                                                                           | 平田勝茂                                                                                         |
| 調整                                 |                            |                                                                                      | 山田太平                                                                                         |
| 効果                                 |                            |                                                                                      | リレーション                                                                                     |
| 録音                                 |                            |                                                                                      | ニュージャパンスタジオ                                                                           |
| プロデューサー                       |                            | 上田正人 （TBS）                                                                     |                                                                                                  |
| 制作                                 |                            | 東北新社 TBS                                                                         | ムービーテレビジョン                                                                             |
| 解説                                 |                            | 小堺一機                                                                             | 淀川長治                                                                                         |
| 初回放送                             |                            | 1988年10月18日 『火曜ロードショー』                                                  | 1994年1月9日 『日曜洋画劇場』                                                                    |

※ワーナー・ブラザース ホームエンターテイメント発売の「吹替の力」シリーズ『コブラ 日本語吹替音声追加収録版 ブルーレイ』には、ノーカットのTBS版と初回放送時にカットされたシーンを追加録音したテレビ朝日版の吹替が収録。

## 地上波放送履歴
| 回数   | テレビ局   | 番組名             | 放送日         | 吹替版       |
| ------ | ---------- | ------------------ | -------------- | ------------ |
| 初回   | TBS        | 火曜ロードショー   | 1988年10月18日 | TBS版        |
| 2回目  | TBS        | 水曜ロードショー   | 1989年11月22日 | TBS版        |
| 3回目  | TBS        | 水曜ロードショー   | 1993年2月3日   | TBS版        |
| 4回目  | テレビ朝日 | 日曜洋画劇場       | 1994年1月9日   | テレビ朝日版 |
| 5回目  | フジテレビ | ゴールデン洋画劇場 | 1995年9月23日  | テレビ朝日版 |
| 6回目  | 日本テレビ | 金曜ロードショー   | 1997年9月26日  | テレビ朝日版 |
| 7回目  | テレビ朝日 | 日曜洋画劇場       | 1999年6月27日  | テレビ朝日版 |
| 8回目  | テレビ東京 | 木曜洋画劇場       | 2000年6月1日   | テレビ朝日版 |
| 9回目  | 日本テレビ | 金曜ロードショー   | 2001年10月26日 | テレビ朝日版 |
| 10回目 | 日本テレビ | 金曜ロードショー   | 2004年12月17日 | テレビ朝日版 |
| 11回目 | テレビ東京 | 木曜洋画劇場       | 2005年12月22日 | テレビ朝日版 |
| 12回目 | テレビ東京 | 午後のロードショー | 2006年12月13日 | テレビ朝日版 |
| 13回目 | テレビ東京 | 午後のロードショー | 2012年5月21日  | テレビ朝日版 |
| 14回目 | テレビ東京 | 午後のロードショー | 2016年1月28日  | テレビ朝日版 |
| 15回目 | テレビ東京 | 午後のロードショー | 2019年5月13日  | テレビ朝日版 |
| 16回目 | テレビ東京 | 午後のロードショー | 2021年5月20日  | テレビ朝日版 |

## 備考
- この作品は、スタローン版『ダーティハリー』を目指して制作された[8]。『ダーティハリー』で悪役の“スコルピオ”を演じたアンドリュー・ロビンソンが嫌味な警部補モンテ役として、同作でハリー・キャラハンの相棒を演じたレニ・サントーニがコブラの相棒役として、それぞれ出演している。
- 署内で主人公と対立するモンテ警部補は、教団への内通者という黒幕の登場人物として設定されていたが、撮影中に変更された。
- 作品冒頭で「爆弾を持ってる、店ごと吹き飛ばしてやる！」と喚く強盗犯に対するコブラの返答が「やれよ、俺の店じゃねぇ」（ビデオ＆DVD版字幕とテレビ朝日版吹き替え）とされているが、原語では「Go ahead, I don't shop here」であり、直訳すると「やれよ、俺はココでは買い物はしない」となる。
- コブレッティが使っていた、グリップにコブラの紋章が入った銃は、M1911のカスタムモデル「コルト・ゴールドカップナショナルマッチ」。途中から使うサブマシンガンはフィンランド製の「ヤティマティック（Jatimatic）」。
- 原作となったポーラ・ゴズリングの小説『逃げるアヒル』は、後に『フェア・ゲーム』として再び映画化されている。
- テレビ朝日版（ささきいさお版）について
  - 冒頭の“強盗が押し入ったスーパーマーケットに潜入したコブラが、店の商品である缶ビールを一口飲み、強盗犯の居る方向へ威嚇的に投げる”という場面の約10数秒間がカットされている。これは初回放送時からであり、現在も当時と同じ状態で再放送されている。
  - 逆に、“ナイト・スラッシャーが斧を鳴らしながら集会を行う”シーンの、劇中の後半に出てくる映像が、劇中の中盤に1度追加されているが、オリジナルでは中盤にこのシーンは無い。
  - また、ごく初期の放送時、冒頭の事件を解決したコブラが帰宅するシークエンスにおける“外の場面からアパートの入り口付近へ切り替わるシーン”が不自然に数秒カットされていたが、現在では修正されている。
  - 映画中盤にゴンザレスがイングリッドに「ゾンビ特捜隊」の話をする数秒間がカットされている。
- オリジナルは約88分と短く、地上波における映画番組の時間枠内にてノーカット放送が可能だが、上記の他にエンドロールも短縮版へと編集されるなど、ノーカットとはなっていない。テレビ放送時、CMの前後に放送局がオリジナルで作ったアイキャッチを付け加えられる事が多い。
- TBS版はワーナー・ブラザースのロゴからエンドロールまで完全ノーカットの全長版で放送された。
- 『ビバリーヒルズ・コップ』との関係
  - もともと、この映画の脚本は『ビバリーヒルズ・コップ』としてスタローンが用意した物であった。スタローンは同作の主人公であるアクセル刑事役の候補になった際、コメディ色を排除し、名前をフォーリーからコブレッティ（通称コブラ）へ変更、アクション大作にしようとした。これに難色を示したパラマウントはスタローンを企画から外し、アクセル役をエディ・マーフィに決定。スタローンは却下された脚本を元に『コブラ』を製作した[9]。その因縁からか、本作の翌年に制作された『ビバリーヒルズ・コップ2』では、本作のヒロインであるニールセンが悪役にキャスティングされ、またマーフィー演じる主人公が同僚の家を訪れた際に、本作の劇場版ポスターが貼られているのを一瞥するワンシーンが描かれている。
- スタローンとニールセンは1985年に結婚しており、本作が最初の夫婦共演作である。